# Il romanzo del vecio
Il romanzo del vecio - Enzo Bearzot, una vita in contropiede è un libro scritto dal giornalista Gigi Garanzini, uscito in Italia nell'ottobre 1997, edito da Baldini Castoldi Dalai, con prefazione di Indro Montanelli.

## Contenuti
Si tratta di un libro-intervista all'ex selezionatore dell'Italia, Enzo Bearzot, circa le sue esperienze maturate nel corso degli anni nelle varie città in cui ha vissuto, sia a livello professionale che a livello umano. L'argomento centrale è la vittoria al campionato del mondo 1982 disputato in Spagna; il Vecio racconta la sua esperienza e quella dei giocatori prima e durante il torneo, quando si trovavano al centro delle polemiche che scaturivano sia dagli organi di stampa che da quelli della Federcalcio; polemiche che piano piano vennero spazzate via dalle continue vittorie della squadra.
Nell'ultima parte viene raccontata la vita e lo stato d'animo di Bearzot negli anni successivi; affermò di aver sempre detestato la Milano da bere degli anni 1980 e, a livello sportivo, decise di uscire di scena mentre il calcio si stava trasformando in uno spietato business moderno in cui girava troppo denaro.

## Edizioni
- Gigi Garanzini, Il romanzo del vecio, prefazione di Indro Montanelli, 1ª ed., Milano, Baldini Castoldi Dalai Editore, 1997, ISBN 88-8089-291-6.
- Gigi Garanzini, Il romanzo del vecio, prefazione di Indro Montanelli, 2ª ed., Milano, Dalai Editore, 2002, ISBN 88-8089-951-1.
- Gigi Garanzini, Il romanzo del vecio, prefazione di Indro Montanelli, 3ª ed., Milano, Dalai Editore, 2012, ISBN 978-88-6620-578-4.